# Pave Felix 2.
 Ikke at forveksle med Modpave Felix 2..
Pave Felix 2. var pave fra år 483, hvor han blev valgt, frem til sin død i 492. Han er også kendt som Felix 3. pga. Modpave Felix 2.